# Château de Champvent (France)
Pour les articles homonymes, voir Château de Champvent.
Le château de Champvent est situé sur la commune de La Guiche en Saône-et-Loire.

## Description
Le château de Champvent est constitué d'un corps central encadré par deux tours rectangulaires et prolongé à son extrémité est d'un pavillon de même élévation. En façade nord, au pied d'un étang, au milieu du corps central, se dresse une tour d'escalier octogonale. Cette façade est surmontée de quatre élégantes lucarnes à fronton avec des pots à feu sur la crête. Sur une des lucarnes est mentionné le nom de l'architecte et l'année de construction « François Martel 1646 ».
Le château est une propriété privée qui ne se visite pas.

## Historique
Au Xe siècle, siège d'une viguerie.
En 1329, Marguerite Choux de Fautrières tient ce fief de Guy de Chaumont. Un peu plus tard, en 1350, Guillaume Quatrehuil est seigneur de Champvent. Pierre de Massy est, quant à lui, seigneur de la maison-forte de Champvent en 1372.
En 1433, les lieux sont évoqués en tant que « maison-forte tenable, spacieuse et défendable » contre les ennemis du Duc de Bourgogne. 
L'année 1646 marque la fin de la construction du château actuel par François Martel. En 1680, Claude de la Cour, écuyer, est seigneur de Champvent. 
En 1790, la commune de La Guiche est retenue pour être le chef-lieu du canton du même nom, et Champvent ne reste plus qu'un simple village.
Depuis le XIXe siècle, le château appartient à la famille Noirey puis, par alliance, aux familles de Franc et des Boscs.
C'est à la fin du XIXe siècle que le château a été agrandi, construction du pavillon est et surélévation sur l'arrière.